# Coțofană maghrebiană

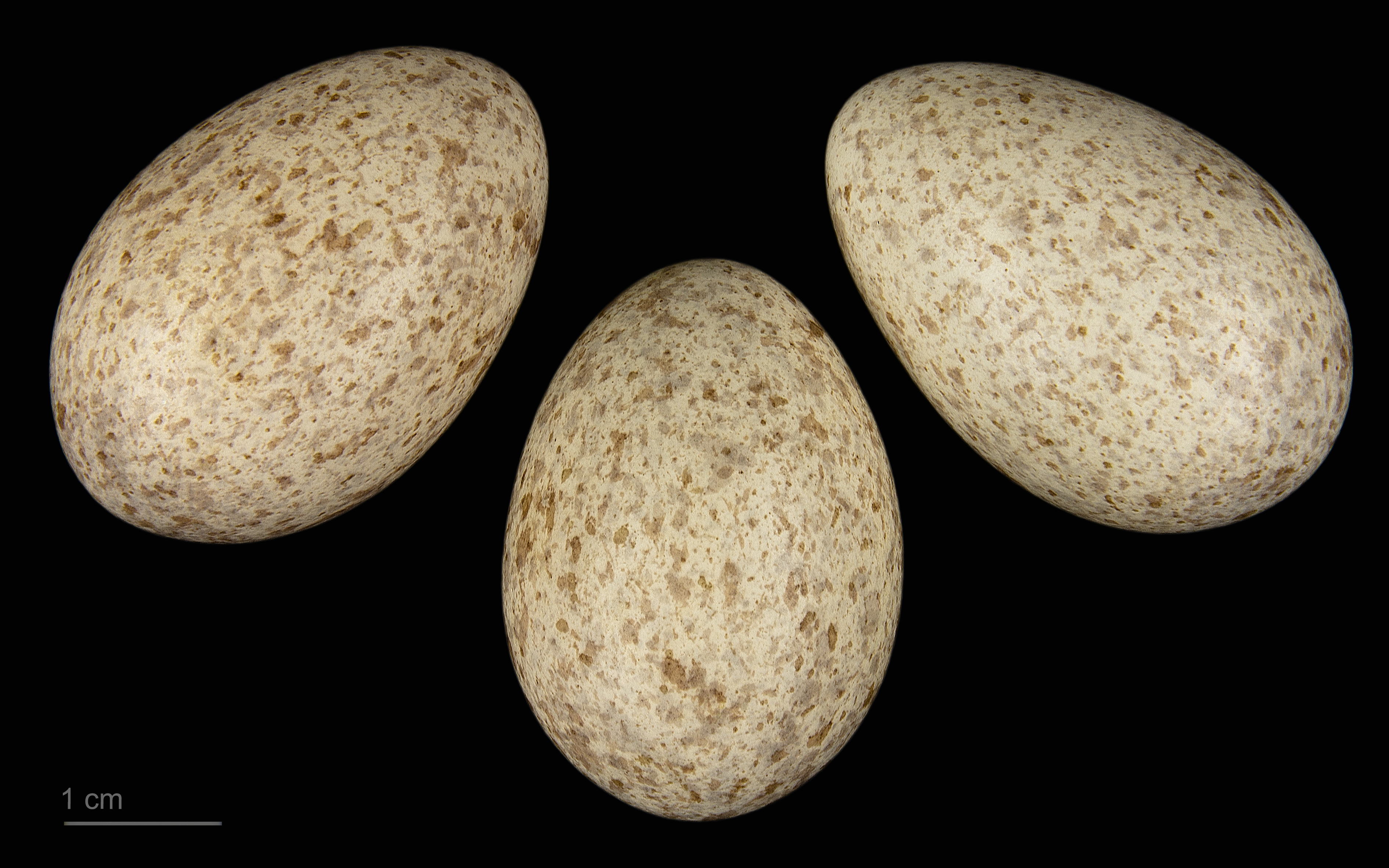
Pica pica mauritanica - (MHNT)

Coțofana maghrebiană (Pica mauritanica) este o specie de coțofană găsită în Africa de Nord din Maroc la est până în Tunisia. Se poate distinge de coțofana eurasiatică prin pata de piele albastră din spatele ochiului, burta albă mai îngustă, aripile mai scurte și coada mai lungă.
Un studiu de filogenetică moleculară publicat în 2018 a constatat că coțofana maghrebiană era sora unei clade care conținea toți ceilalți membri ai genului Pica.